# Schwarzweiße Erdwanze

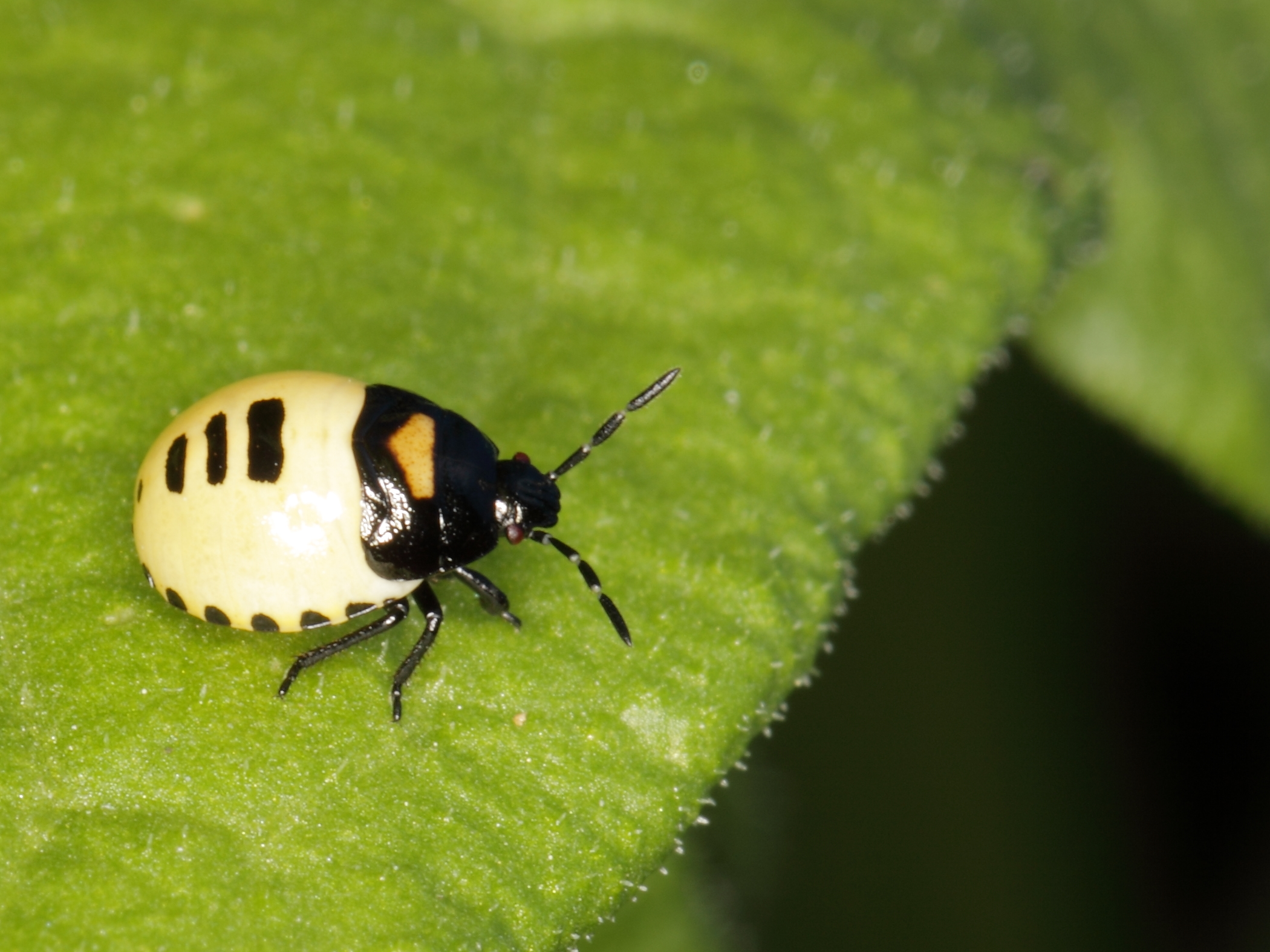
Jungnymphe

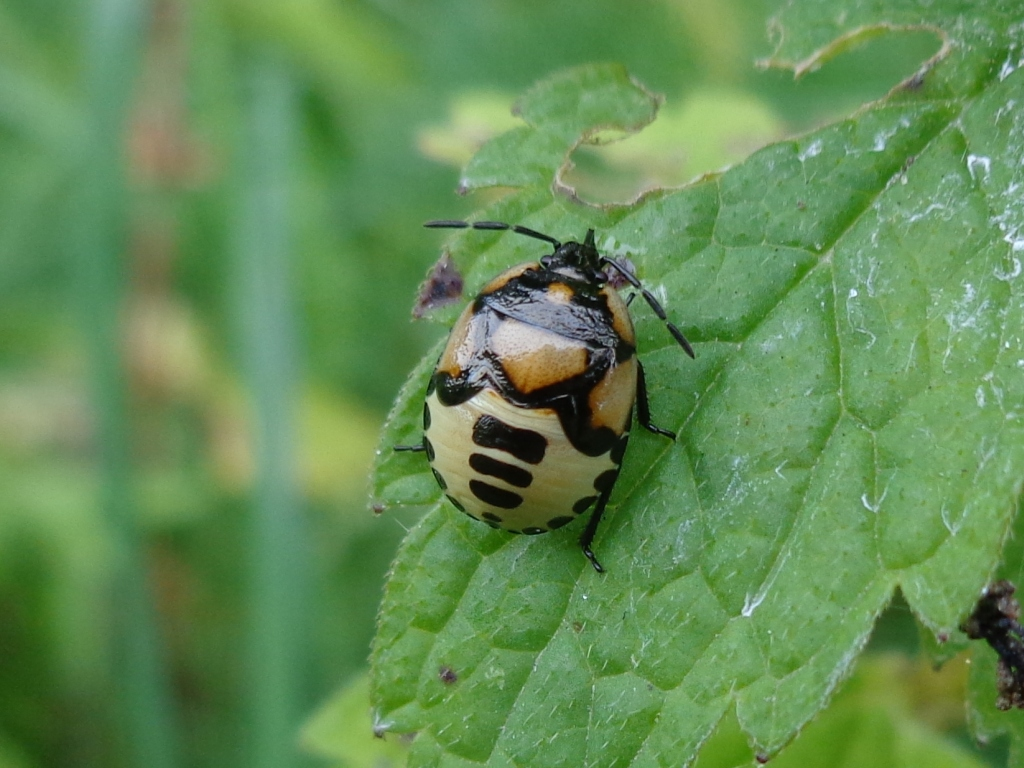
Letztes Nymphenstadium

Die Schwarzweiße Erdwanze (Tritomegas bicolor), auch Zweifärbige Erdwanze genannt, ist ein Insekt aus der Familie der Erdwanzen (Cydnidae).

## Merkmale
Die etwa 5 bis 7 Millimeter große Schwarzweiße Erdwanze verdankt ihren Namen den schwarz-weiß gezeichneten Vorderflügeln. Der Halsschild glänzt metallisch und ist vorn, anders als bei der ähnlichen Art Tritomegas sexmaculatus, nur bis zur Mitte weiß gesäumt.

### Ähnliche Arten
- Sehirus luctuosus Mulsant & Rey, 1866
- Tritomegas sexmaculatus (Rambur, 1839)
- Eurydema oleraceum (Linnaeus, 1758)

## Verbreitung
Die Schwarzweiße Erdwanze ist in Europa weit verbreitet und kommt auch in Asien vor.

## Biologie
Ab Mai beginnen die Weibchen mit der Eiablage. Dazu legen sie Erdhöhlen an, in die die Eier in Häufchen von 40 bis 50 Stück abgelegt werden. Die Weibchen betreiben Brutpflege, indem sie die Eier bewachen und sie mit dem Rüssel gelegentlich bewegen. Die Larven wandern dann unter Führung des Muttertieres zu Taubnesseln und saugen dort etwa sechs Wochen.
Die adulten Wanzen leben im Frühjahr auf blühenden Bäumen (z. B. Obstbäume) und im Sommer in der Krautschicht auf Taubnesseln, Knoblauchsrauke, Ziesten und anderen Lippenblütlern. Sie leben jedoch auch teilweise im Boden und saugen an den Wurzeln ihrer Wirtspflanzen. Die Imagines überwintern im Boden bzw. unter Moos, Laub oder Steinen. Werden die Wanzen gestört, dann zirpen sie, indem sie die Hinterflügel am Hinterleib reiben. Dort befindet sich eine Zähnchenreihe und dazu passend eine Schrillleiste. Die so erzeugten Töne sind allerdings für den Menschen nicht hörbar.